# Ezra T. Newman
Ezra Theodore Newman (Nueva York, 17 de octubre de 1929-Pittsburgh, 24 de marzo de 2021) fue un físico estadounidense, conocido por sus numerosas contribuciones a la teoría de la relatividad general. Fue profesor emérito de la Universidad de Pittsburgh. Recibió el Premio Einstein 2011 de la Sociedad Estadounidense de Física.

## Biografía

### Primeros años
Nació en el distrito del Bronx en Nueva York, hijo de David y Fannie (Slutsky) Newman. Mostró un interés temprano por la ciencia, reflexionando sobre imanes, llamas de fósforos y libros de ciencia.
Fue admitido en la Bronx High School of Science, donde destacó en física. El padre de Ted esperaba que lo siguiera en la odontología, pero en lugar de eso se matriculó en la Universidad de Nueva York para continuar sus estudios de física y se graduó con una licenciatura en 1951. Para realizar estudios de posgrado fue a la Universidad de Siracusa, donde obtuvo una maestría en 1955 y un doctorado el año siguiente.

### Carrera
Se unió a la facultad de la Universidad de Pittsburgh en 1956 y se convirtió en profesor de física en 1966. Fue profesor invitado en la Universidad de Siracusa entre 1960 y 1961 y en el Kings College de la Universidad de Londres, de 1964 a 1965. En 1957 se desempeñó como consultor en la Base de la Fuerza Aérea Wright-Patterson.
En 1962, junto con Roger Penrose, introdujo el formalismo de Newman-Penrose para trabajar con cantidades espinoriales en la relatividad general. Al año siguiente, él y sus compañeros ampliaron la solución de Abraham H. Taub a la ecuación de campo de Einstein obteniendo el espacio Taub-NUT. También generalizó la métrica de Kerr desarrollada por Roy Kerr para incluir un cuerpo cargado, lo que dio como resultado la métrica de Kerr-Newman.
En 1973 abogó por el uso de números complejos en la relatividad y la consideración del espacio-tiempo complejo.
Fue seleccionado como miembro de la Sociedad Estadounidense de Física en 1972. En 2011, recibió el Premio Einstein (APS) "por sus destacadas contribuciones a la relatividad teórica, incluido el formalismo de Newman-Penrose, la solución de Kerr-Newman, el Cielo y la teoría de la foliación nula, por su pasión intelectual, generosidad y honestidad, que han inspiró y representó un modelo para generaciones de relativistas".

### Vida personal
Se casó con Sally Faskow el 20 de abril de 1958, con quien tuvo dos hijos, David E. Newman, profesor de física en la Universidad de Alaska Fairbanks, y Dara Newman.

## Publicaciones seleccionadas
- Frittelli, Simonetta; Kling, Thomas P.; Newman, Ezra T. (2000). «Image distortion from optical scalars in non perturbative gravitational lensing». Physical Review D 63 (2): 023007. Bibcode:2000PhRvD..63b3007F. arXiv:gr-qc/0011108. doi:10.1103/PhysRevD.63.023007.
- Newman, E. T.; Couch, E.; Chinnapared, K.; Exton, A.; Prakash, A.; Torrence, R. J. (1965). «Metric of a rotating charged mass». J. Math. Phys. 6 (6): 918. Bibcode:1965JMP.....6..918N. doi:10.1063/1.1704351.
- Newman, E. T.; Penrose, R. (1962). «An approach to gravitational radiation by a method of spin coefficients». J. Math. Phys. 3 (3): 566. Bibcode:1962JMP.....3..566N. doi:10.1063/1.1724257.